# ComPAN 8
ComPAN 8 – ośmiobitowy mikrokomputer produkowany w latach osiemdziesiątych w zakładach MERA-ELZAB w Zabrzu. Zaprojektowany został w Zakładzie Systemów Automatyki Kompleksowej PAN (obecnie Instytut Informatyki Teoretycznej i Stosowanej PAN) w Gliwicach.

## Dane techniczne
- procesor: 8080A lub 8085 2 MHz
- kontroler przerwań: 8 poziomów
- magistrala adresowa: rozszerzona o 5 dodatkowych linii (A16…A20), dająca możliwość adresowania do 2 MB pamięci operacyjnej
- RAM: do 2MB, ze stronicowaniem 64kB.
- ROM: 8 kB – monitor, program zarządzający
- klawiatura: 83 klawisze typu MERA 7946M – z wyodrębnionymi grupą klawiszy numerycznych i grupą klawiszy funkcyjnych. Istniała również dedykowana klawiatura do systemu ComPAN 8/16.
- moduł sterownika: możliwość podłączenia do 4 napędów
- napędy dyskietek: 8” lub 5,25” typu K 560010
- łącza: 2 × RS-232C, równoległy, układ sprzęgający drukarki
- obraz monochromatyczny, podzielony na 2 (lub opcjonalnie 3) okna:
  - okno systemowe: 4 wiersze po 80 znaków na dole ekranu
  - okno robocze: 
    - 24x80 znaków – tryb znakowy
    - 30x80 znaków – tryb znakowo-graficzny
    - 288x240 punktów – tryb graficzny

  - okno systemowe – dodatkowe – wyświetlane opcjonalnie: 8 wierszy po 30 znaków u góry ekranu.

## Oprogramowanie
- system operacyjny:
  - CP/M 2.2 lub alternatywnie
  - ISIS-II
  - PC-DOS dla wersji ComPAN 8/16
- języki programowania:
  - makroasembler
  - Pascal
  - Fortran
  - PL/M (ISIS-II)
- bogate oprogramowanie dla systemu CP/M.

## Rozwój systemu
Następcą tego komputera miał być ComPAN 16, który jednak nie wszedł do produkcji.
Do produkcji wprowadzono również wersję ComPAN 8/16. Komputer ten oprócz 8080A miał również kartę procesora 8088 ( z możliwością montażu koprocesora).